# Joyce Piliso-Seroke
Joyce Piliso-Seroke (née en 1933) est une éducatrice, militante, féministe et organisatrice communautaire sud-africaine. Ancienne vice-présidente de la World YWCA, elle voyage à l'étranger pour parler des effets de l'apartheid, en surmontant l'emprisonnement et la tentative de censure dans sa quête de la justice et de l'égalité des sexes. Elle est membre du « South Africa's national Order of the Baobab in Gold », et a été la première présidente de la commission sud-africaine pour l'égalité des genres.

## Jeunesse et formation
Joyce est née le 11 juillet 1933 à Crown Mines, Johannesbourg dans le Transvaal (aujourd'hui Gauteng). Son père était surveillant de mine et sa mère enseignait à l'école primaire. Pendant plusieurs années, la mère de Joyce Piliso-Seroke était aussi sa professeure à l'école. Elle est confrontée au racisme à un jeune âge : lorsqu'elle fait ses courses avec sa famille à Mayfair, les commerçants Afrikaners  blancs s'adressaient à sa mère en la taxant de « fille ». Plus d'une fois, quand Joyce rentre chez elle avec du lait de la laiterie, des garçons blancs locaux lancent leurs chiens sur elle, en riant pendant qu'elle s'enfuit.
Elle est diplômée de la Kilnerton High School, à Pretoria. Elle étudie à la South African Native College à Fort Hare puis obtient un diplôme d'enseignement en 1956. Plongée dans un monde essentiellement masculin à l’école de Fort Hare, elle apprend à prendre la parole pour se faire entendre lors des réunions de la Ligue de jeunesse du Congrès national africain, où elle et d'autres étudiantes doivent se soutenir oralement les unes les autres pour surmonter les tentatives d'intimidation des élèves masculins.

## Carrière

### Durant l'apartheid
Après l'obtention de son diplôme, Joyce travaille comme enseignante à l'institut Wilberforce à Evaton, mais elle quitte l'établissement et décide dès lors de poursuivre son travail social. Avec l'aide financière de l'« Institute of Race Relations » elle voyage en Europe et valide une formation de troisième cycle en Politique sociale et Administration à Swansea.
De retour en Afrique du Sud, elle obtient un emploi auprès de la Young Women's Christian Association (YWCA) au Natal (maintenant la province du KwaZulu-Natal). Ce travail lui permet de développer ses compétences en tant qu'organisatrice communautaire, enseignant aux femmes à devenir active dans le débat politique. Bien que la YWCA offre une variété de programmes pour les femmes, l'organisation se heurte aux limites posées par le code bantou de 1891, qui maintient de nombreuses femmes africaines dans le statut juridique de mineures, sous la coupe de parents masculins. Les équipes de la YWCA lancent une pétition en faveur de l'abolition de la loi, mais l'initiative n'est pas couronné de succès. Par la suite, la YWCA développe un programme d'autonomisation des femmes.
Joyce Piliso-Seroke est vite promue secrétaire national de la YWCA, et elle commence à voyager pour assister aux conférences internationales YWCA au cours desquelles elle évoque son expérience de l'apartheid. En 1975, elle devient membre du Comité exécutif mondial de la YWCA à Genève en Suisse, position qu’elle conserve jusqu'en 1976. Cette même année a lieu le soulèvement de Soweto Afrique du Sud. Lorsque Piliso-Seroke et le reste du Comité exécutif se rendent à Soweto, ils sont arrêtés par la police et détenus pendant quatre jours.
Piliso-Seroke est de nouveau arrêtée par la suite et détenue à la prison d’Old Fort sur Constitution Hill, à Johannesbourg (en). Après sa libération, elle devient vice-présidente de la YWCA mondiale, un poste qu'elle occupe de 1983 à 1995. Elle travaille avec d'autres régions YWCA, joignant ses efforts à d'autres groupes et réseaux pour coordonner les campagnes.
Quand son passeport est annulé par les autorités, elle ne peut plus voyager à l'étranger pour parler de l'apartheid. Sa solution est de produire deux documentaires avec son amie Betty Wolpert et un réalisateur sud-africain vivant en Angleterre, ces documentaires ont été par la suite présentés à l'étranger.

### Post-apartheid
Entre 1992 et 1993, Joyce fait partie du conseil national pour le retour des exilés, aidant les exilés d'Afrique du Sud  à retourner dans leur pays.

En 1996, elle rejoint la Commission de la vérité et de la réconciliation où elle participe à des audiences publiques, enquête sur les violations des droits humains et prend en charge les victimes. Elle est administratrice de la Eskom Development Foundation trois ans plus tard, puis elle est nommée première présidente de la Commission for Gender Equality, et reconduite dans ses fonctions de nouveau en 2002. Les bureaux sont déplacés sur Constitution Hill, à proximité de la prison où elle avait été emprisonnée, et elle doit passer devant chaque jour. Plus tard, elle parle de cette expérience :
« Au début, passer par là me rappelait constamment ce que j'avais vécu là-bas. On m'a dépouillée de mon identité ; on m'a tout pris et on m'a réduite à un numéro… [mais] au bout d'un moment, je franchissais cette porte, la même que celle que les responsables de l'apartheid m'avaient fait franchir, et je souriais. Je leur disais : « Bonjour lieutenant, que pensez-vous de moi maintenant ? J'ai obtenu mon indépendance, ma libération. »

## Reconnaissance
En 2008, Piliso-Seroke est faite Conseillère suprême dans l’ordre sud-africain du Baobab, soit le rang le plus élevé dans cette décoration, en reconnaissance de ses contributions à « la liberté, le développement, la reconstruction et la lutte pour l'égalité des sexes » en Afrique du Sud. En 2014, l'Église anglicane d’Afrique australe (en) la décore de l'ordre de Simon de Cyrène.